# Bitwa morska pod Ponzą (1552)
Bitwa morska pod Ponzą – starcie zbrojne, które miało miejsce w roku 1552 w trakcie wojny koalicji francusko-tureckiej z Hiszpanią (1552–1559).
W roku 1552 następca Franciszka I na tronie francuskim Henryk II rozpoczął w sojuszu z Osmanami działania wojenne we Włoszech. Flota turecka wypłynęła na spotkanie floty francuskiej i zdobyła Reggio w Kalabrii. W bitwie pod Ponzą Turcy rozbili flotę hiszpańską, po czym przystąpili do blokady Neapolu. Nie doczekawszy się jednak pomocy Francuzów, flota turecka odpłynęła do Stambułu. Wojska Henryka tymczasem działały na lądzie. Kilkuletnie walki Francuzów we Włoszech nie przyniosły im jednak żadnych zdobyczy. 3 kwietnia 1559 r. w Cateau-Cambresis doszło do zawarcia pokoju, który ostatecznie pozbawiał Francję posiadłości w Italii wywalczonych w okresie wojen włoskich (1494–1521) oraz zamykał okres walk o prymat na Zachodzie Europy (1521–1559).